# Diadelia griseata
Diadelia griseata är en skalbaggsart som beskrevs av Stefan von Breuning 1957. Diadelia griseata ingår i släktet Diadelia och familjen långhorningar.
Artens utbredningsområde är Madagaskar. Inga underarter finns listade i Catalogue of Life.